# Selasphorus rufus
Selasphorus rufus là một loài chim trong họ Trochilidae.
Loài chim ruồi này dài khoảng 8 cm với mỏ dài, thẳng và rất mảnh mai. Loài chim này được biết đến với kỹ năng bay đáng kinh ngạc. Một số được biết có khả năng bay xa đến 2.000 dặm Anh trong quá trình di cư của chúng. 

## Miêu tả
Chim trống trưởng thành (như trong ảnh) có lônh ức trắng, khuôn mặt màu nâu đỏ trên lưng, cánh và đuôi còn mảng lônh ở cổ họng đỏ cam óng ánh. Một chim trống có một số màu xanh lá cây trên lưng và/hoặc chóp đầu.
Chim mái có lưng màu xanh lá cây với một số nơi màu trắng, một số lông màu cam óng ánh ở giữa cổ họng, đuôi tối với lời chỏm đuôi màu trắng và đỏ chân đuôi màu nâu đỏ. Chim mái hơi lớn hơn so với chim trống.